# Speed (Lied)
Speed ist der Titel eines Liedes des britischen Sängers Billy Idol aus dem Jahr 1994, das dieser für den Soundtrack des gleichnamigen Films schrieb und aufnahm. Es war seit 1986 seine erste Zusammenarbeit mit dem Gitarristen Steve Stevens.

## Hintergrund

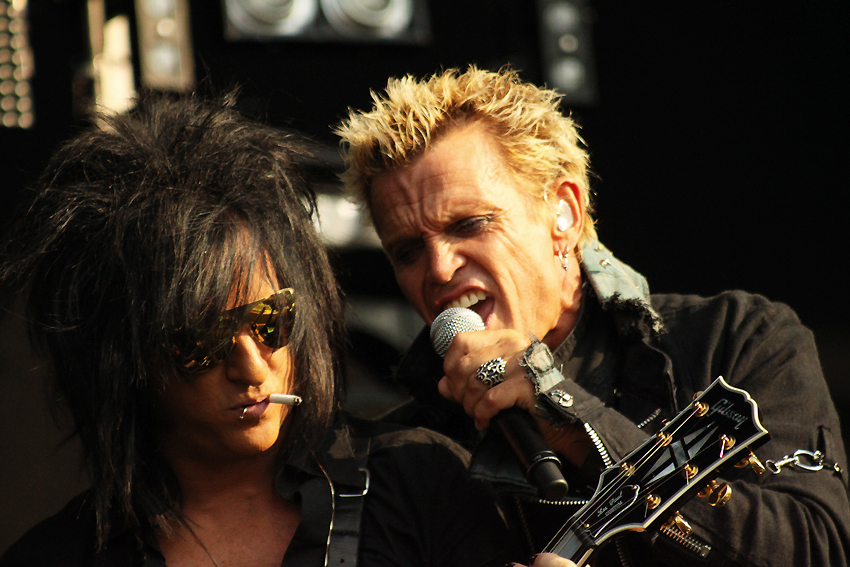
Arbeiteten 1994 für Speed das erste Mal seit 1986 wieder zusammen: Steve Stevens und Billy Idol

Billy Idol hatte im Juni 1993 das von Robin Hancock produzierte und kommerziell erfolglose Album Cyberpunk veröffentlicht, dessen Single-Auskoppelungen Heroin und Shock to the System in den Musikcharts in den USA, Großbritannien und Deutschland nicht notiert wurden. Cyberpunk war für einen Zeitraum von 12 Jahren das letzte Album, das Idol veröffentlichte.
Ende 1993 bekam Billy Idol das Angebot, den Titelsong für den Film Speed zu schreiben. In dem von Jan de Bont gedrehten Film mit Dennis Hopper und Keanu Reeves geht es um einen Erpresser, der die Zahlung von 3,7 Millionen US-Dollar bis spätestens 11 Uhr fordert. Von dem Täter wurde ein Linienbus mit einer Bombe präpariert, die automatisch scharf wird, sobald der Bus schneller als 50 Meilen pro Stunde (ca. 80 km/h) fährt, und explodiert, wenn der Bus danach wieder unter 50 Meilen pro Stunde gerät. Dabei darf kein Fahrgast den Bus verlassen. Reeves spielt darin einen Bomben-Spezialisten des LAPD, dem die Rettung der Geiseln zufällt.
Da es eine Vorgabe war, dass das zu schreibende Lied im Stil Idols früherer Erfolge gehalten sein sollte, wandte er sich für das Songwriting an Steve Stevens – den Gitarristen, der bereits auf Idols Debütalbum (1982) sowie auf Rebel Yell (1983) und Whiplash Smile (1986) Leadgitarre gespielt und die Mehrzahl der Lieder mit  ihm zusammen geschrieben hatte. Nach der Tournee zu Whiplash Smile hatte sich Stevens von Idol getrennt. Der Grund für eine erneute Zusammenarbeit lag für Idol auf der Hand:

“Steve is a massive part of the Billy Idol sound and, quite simply, he’s a virtuoso with staggering proficient technical skill. (...) no one can hold a candle to the incomparable Steve Stevens”

„Steve ist ein massiver Teil des Billy-Idol-Sounds und ganz einfach ein Virtuose mit erstaunlichen technischen Fähigkeiten. (...) niemand kann dem unvergleichlichen Steve Stevens das Wasser reichen.“

Stevens nahm das Angebot an, und der Song entstand innerhalb weniger Stunden in Stevens’ Wohnung. Idol hatte Spaß an der Zusammenarbeit und hoffte, dass man noch einen Schritt weitergehen und das Lied von Keith Forsey produzieren lassen würde, der für die erfolgreichen Alben ihrer vorherigen Zusammenarbeit  verantwortlich gewesen war. Stattdessen übernahm Ralph Sell die Produktion, dem Idol und Stevens assistierten.
Das gemeinsame Songwriting der beiden Musiker trug weitere Früchte, und es entstanden zahlreiche Demos, die jedoch nicht weiterentwickelt wurden.
Das Musikvideo zum Lied zeigt Szenen aus dem Film, die in die scheinbare Livedarbietung des Liedes in einem Club  hineingeschnitten sind.

## Rezeption
Der erhoffte Charterfolg blieb aus, lediglich in Großbritannien erreichte Speed Platz 47 der Charts.